# Kanako Inuki
Kanako Inuki (em japonês: 犬木加奈子; romaniz.: Inuki Kanako; Hokkaidō, 28 de novembro de 1958) é uma mangaká japonesa conhecida como  "a rainha dos mangás de terror." Suas obras marcaram o terror japonês dos anos 90 e eram populares em revistas para o público feminino como Shōjo Friend, Suspiria, Horror House e Horror M.

## Biografia
Ela nasceu em Hokkaidō, porém mudou para o bairro Shitamachi em Tóquio ainda pequena. Em sua vizinhança tinha uma loja de mangás de aluguel (貸本), o gênero terror chamava a atenção dela desde pequena, especialmente as obras de Kazuo Umezu e Masako Watanabe.
Sua obra de estreia comercial foi o curta Orusuban (おるすばん) em 1987, publicado em uma edição especial de terror da revista Shōjo Friend da Kodansha, supervisada por Kazuo Umezu, o curta tinha sido anteriormente enviado para a revista "Halloween" porém foi rejeitado e notado por um editor da Kodansha. As obras de Inuki se tornaram populares e apareceram em outras revistas, incluindo a Horror House, onde publicou muitas de suas obras nos anos 80.
Em 1988, a revista Shōjo Friend lançou uma nova publicação irmã chamada Suspense & Horror (サスペンス & ホラー), que vendeu quase 99% das cópias, Inuki era a responsável pela arte das capas; as ilustrações dela eram extremamente populares nas capas das revistas como Suspiria, Horror M e Kyōfu no Yakata DX.
Nos anos 90, Inuki estava no auge de sua carreira, ela era figura central do novo boom de terror, onde obras grotescas de terror corporal se destacavam. Em 1999 o mangá Bukita (不気田くん) recebou uma adaptação em OVA chamada Inuki Kanako Zekkyou Collection: Gakkou ga Kowai! (犬木加奈子絶叫コレクション • 学校が怖い!), o anime adapta 4 capítulos do mangá.
No começo dos anos 2000, Kanako Inuki começou a diversificar suas obras, saindo do terror com Alouette no Uta, uma adaptação de Les Miserables e Dokutsukai Ranko, após essa era de obras dramáticas, entrou em hiato por quase 10 anos e voltou com obras josei como Batsu Kaburi, Saitama Saikyou Densetsu e Survivor, essa nova era inclui mangás de terror como Kagami Banashi e Mimimushi mas contém também outros gêneros.

## Obras

### Solo
- Orusuban (おるすばん) Oneshot
- Kurayami Dōwa-Shū (暗闇童話集) 2 volumes
- Mayonaka no Meiro (真夜中の迷路)
- Hell Mother (ヘル・マザー)
- Desejos Realizados (かなえられた願い) 3 volumes
- Akazukin no Mori (赤ずきんの森)
- Bukita (不気田くん) 3 volumes
  - Shin Bukita-kun (真・不気田くん) 2 volumes
  - Bukita-kun Toki no Nagare ni (不気田くん　時の流れに…) Oneshot
- Kaiki Ningyou-Kan (怪奇人形館)
- A Misteriosa Tatari (不思議のたたりちゃん)  7 volumes
  - Shin Fushigi no Tatari-chan (新不思議のたたりちゃん) 2 volumes
- Presente (プレゼント) 3 volumes
- Consultório do Bizarro (怪奇診察室)  2 volumes
- Gokiburi no Ie (ゴキブリの家)
- Kuchisake Onna Densetsu (口裂け女伝説) 2 volumes
- Obaa-chan no Kowai Hanashi (おばあちゃんの怖い話)
- Warau Nikumen (笑う肉面)
- Minha Irmã Sasori (サソリお姉さま)
- Doko ni demo Aru Chotto Kowai Hanashi (どこにでもあるちょっと怖い話)
- Kaidan (怪談)
- 13-Ri no Ogoreru Ohime-sama (13人のおごれるお姫さま)
- Contos Macabros de Kanako Inuki ( 犬木加奈子の大恐怖!)
- Inuki Kanako no Chimamire Ehon (犬木加奈子の血まみれ絵本)
- School Zone (スクールゾン)
- Jigoku-Dori (地獄鳥) 2 volumes
- Hadaka no Jo'ō-sama (裸の女王様)
- Rei to Asobuna Kodomotachi (霊と遊ぶな子供たち!!)
- Yume Shoujo Nemuri (夢少女ネムリ)
- Yōkai Satomi Chūgaku (妖怪里見中学)
- Alouette no Uta (アロエッテの歌) 7 volumes
- Dokutsukai Ranko (毒使い蘭子) 6 volumes
- Inuki Kanako Horror Jisenshū (犬木加奈子ホラー自選集) 3 volumes
- Nabeshima (ナベシマ)
- Saitama Saikyou Densetsu (埼玉最強伝説)
- Batsu Kaburi (罰かぶり) 3 volumes
- Inuki Kanako no Grimm Douwa
- Inuki Kanako no Otona-muke Kyoufu Dōwa
- Inuki Kanako no Kyōfu Theater: Ikenie
- Inuki Kanako no Kyōfu Theater: Ubasute
- Ranpo (乱歩)
- Survivor: Hakai Sareru Kodomo-tachi  (サバイバー～破壊される子供たち～) 3 volumes
- Mama Tomo wa Tatari-chan
- Kagami Banashi (鏡話) 2 volumes
- Chūgoku Kizoku Kannō Emaki
- Horror Manga no Jo'ō ga Dekiru Made
- Horror Mangaka Yūrei wo Mienai (ホラー漫画家は幽霊を見ない) 2 volumes
- Mimimushi: Kesshite kiite wa ikenai uta

### Antologias
- Mystery Kessakusen (ミステリー傑作選)
- ＨＯＬＹ II Horror Comic Kessakusen (ＨＯＬＹ II ホラーコミック傑作選)
- Kyōfu no Yakata: Nakayoshi Horror Tokushū-gō (恐怖の館 なかよしホラー特集号)
- 13-Nin no Short Suspense & Horror (13人のショートサスペンス＆ホラー)
- The Horror Specialist (ザ・ホラー・スペシャリスト)
- Fushigi Ayakashi Mimibukuro (ふしぎ奇かし耳袋)
- Horror Anthology Comic: Shikaku (ホラーアンソロジーcomic 死角)
- Chihō Diss Manga ga Hidoi! (地方ディス マンガがひどい!)
- Densetsu no Suspense & Horror (伝説のサスペンス＆ホラー)

## No Brasil

### Publicados
| Título                          | Volumes | Ano  | Editora |
| ------------------------------- | ------- | ---- | ------- |
| Contos Macabros de Kanako Inuki | 1       | 2023 | JBC     |